# روش‌های بلاغی
روش‌های بلاغی (به انگلیسی: Rhetorical operations) در بلاغت، به اشکال گفتاری که به‌عنوان یکی از چهار عملیات بلاغی طبقه‌بندی می‌شوند گفته می‌شود: اضافه (adiectio)، حذف (detractio)، جایگزینی (substitutio) و جابجایی (transmutatio).

## ریشه‌های کلاسیک
کتاب لاتین بلاغت هرنیوسی (نویسنده ناشناخته) مربوط به دهه ۹۰ پیش از میلاد، این چهار عمل را انتقال، فروماندگی، افزونگی، و تناوب می‌نامد. فیلون اسکندریه (حدود ۲۵ پیش از میلاد - حدود ۵۰ پس از میلاد)، که به زبان یونانی می‌نوشت، این روش‌ها را به‌عنوان جمع (πρόσθεσις)، تفریق (ἀφαίρεσις)، جابجایی (μετάθεσις) و تبدیل (ἀλλοίωσις) فهرست کرد. کوئینتلی (حدود ۳۵ - حدود ۱۰۰) از آن‌ها در آموزش فن بیان (حدود ۹۵ پس از میلاد) نام برده است.
کوئینتلی بلاغت را علم انحراف احتمالی از یک هنجار معین، یا از متنی از قبل موجود که به‌عنوان الگو گرفته شده است، می‌دید. هر تنوع را می‌توان به‌عنوان یک شکل (شکل‌های گفتاری یا شکل‌های فکری) مشاهده کرد. از این منظر، کوئینتلی چهار روش اساسی را با توجه به تحلیل هر گونه تغییر فرموله کرد.
هاینریش لاسبرگ یکی از کامل‌ترین و مفصل‌ترین خلاصه‌های بلاغت کلاسیک را از منظر روش‌های چهارگانه کوئینتلی در رساله کتاب راهنمای بلاغت ادبی خود در سال ۱۹۶۰ ارائه می‌دهد.

## بلاغت تصویر
نشانه‌شناسان بلژیکی روشی برای تحقیق در نقاشی ابداع کردند تا روش‌های بلاغی اساسی را در تفسیر یک اثر نقاشی به‌کار ببرند. این روش‌ که بلاغت معنایی ساختاری نامیده می‌شود، با هدف تعیین ویژگی‌های سبکی و زیبایی‌شناختی هر نقاشی از طریق عملیات جمع، حذف، جابجایی و تبدیل از یک نقاشی پایه است.